# 新港 (苗栗縣)
新港，是臺灣苗栗縣後龍鎮的一個傳統地域名稱，位於該鎮東部。相較於今日行政區，其範圍大致包括埔頂里、校椅里、新民里、復興里。
高鐵苗栗站位於本地區東南端。

## 歷史
台灣清治末期至日治初期，新港地區為一街庄，稱為「新港庄」，隸屬於苗栗一堡。該庄北與潭內庄為鄰，東與牛欄湖庄為鄰，東南凸出部分與外獅潭庄為鄰，南邊東段為二張犁庄，南邊西段及西南邊為後壠庄，西北邊為苦苓腳庄。
1901年（日治明治三十四年）11月，全台廢縣廳改設二十廳，該庄隸屬於苗栗廳。1909年（明治四十二年）10月，合併二十廳為十二廳，該庄改隸屬於新竹廳。1920年（大正九年），廢十二廳改設五州二廳，該庄改制並改名為「新港」大字，隸屬於新竹州竹南郡後龍庄，大字下有「社腳」、「校寄埧」、「後壁厝」、「東西社」、「埔頂」小字名。
戰後後龍庄改制為後龍鄉，隸屬於新竹縣，大字亦改制為村。1950年桃、竹、苗分治，後龍鄉改隸屬於苗栗縣。1951年，後龍鄉升格為後龍鎮，村改制為里。

## 聚落
本地區發展較早的聚落有後壁厝、埔頂、社腳、西社、東社、福興、校寄埧（校椅壩）等，在日治期初期的官方地圖上已有記載。此外，本地區尚有竹篙坪、竹仔崙、草潭、新港、下灣、二灣、中庄、中埤溝、後壁厝、阿麻湖等聚落。

## 交通
高鐵路線大致以東北東—西南西走向經過新港地區東南部，境內設有苗栗車站，由此可快速前往高鐵南北各站。該站週邊地區劃為「高速鐵路苗栗車站特定區」，範圍包括新港地區東南部、南鄰二張犁地區西大半部、東南鄰外獅潭地區西北端一小部分。
台鐵山線大致以東北—西南走向經過新港地區東南部並與高鐵交叉而過，境內設有豐富車站，屬簡易站，僅停靠區間車。豐富車站原本站體位於南鄰二張犁地區境內，為配合高鐵苗栗車站通車，已將站體北移至新港地區高鐵站旁以利轉乘。
國道3號又稱「福爾摩沙高速公路」，是貫穿台灣西部的兩條縱向高速公路之一，大致以北北東—南南西走向轉東北—西南走向經過新港地區中部偏西地帶。境內未設交流道，北側最近的是位潭內、苦苓腳交界處鄉道苗8線交會口的大山交流道，南側最近的是位於後龍溪南岸省道台6線交會口的後龍交流道，由此等進入可快速前往台灣西部各地。
省道台1線（中華路）又稱「縱貫公路」，是台北至屏東楓港的傳統幹道，大致以北北東—南南西走向轉東北東—西南西走向經過本地區西北部並與國道3號交叉而過，向北可前往頭份市區、香山、新竹、竹北等地，向西南可前往後龍市區、通霄、苑裡、大甲等地。
省道台13甲線（造豐路）是竹南至苗栗的幹道，也是省道台13線的舊路，大致以東北—西南走向經過本地區東南端，路線在台鐵東南側。由該道路向東北轉北可前往竹南後於香山內湖並止於省道台1線路口，向西南可前往苗栗田寮並止於省道台6線路口。
鄉道苗6線（新港三路）是後壁園至豐富的道路，大致先以西北西—東南東走向蜿蜒經過本地區西南部，再以西北—東南走向經過本地區東南部。由該道路在本地區西段西側端點向西北西可前往後壁園並止於省道台1線路口，由東段東側端點向東南經高鐵高架橋下轉東可前往富田國小北側並止於省道台13甲線路口。
鄉道苗12線（建興路、中心路、新港一路、高鐵一路、阿義埤路）是後龍至錦水的道路，大致由西向東轉北再轉東再轉東北再轉東南蜿蜒經過本地區。由該道路向西可前往後龍市區並止於縣道126號路口，向東南東北再轉東南東可前往牛欄湖、新庄、鹽菜坑、茄苳坑並止於省道台13線路口。
鄉道苗13線（中心路、新港路）是埔頂至新港大橋的道路，其北側端點位於本地區北部竹篙坪省道台1線路口。由此向南經中庄、新港、東社出境後可前往二張犁的下莊仔西南側並止於縣道126號路口。

## 教育
- 苗栗縣國教輔導團暨教師研習中心
- 新港國中小

## 景點
- 苗栗客家圓樓

## 廟宇
- 新蓮寺（佛寺）